# Михайло-Лукашово (Вольнянский район)
Миха́йло-Лукашо́во (укр. Михайло-Лукашеве) — село в Михайло-Лукашовском сельском совете

Запорожской области
Украины.
Код КОАТУУ — 2321584501. Население по переписи 2001 года составляло 1106 человек.
Является административным центром Михайло-Лукашовского сельского совета, в который, кроме того, входят сёла
Миролюбовка,
Нововасилевское и
Новомихайловское.

## Географическое положение
Село Михайло-Лукашово находится у истоков реки Мокрая Московка в 2,5 км от правого берега реки Солёная,
на расстоянии в 0,5 км от села Нововасилевское и в 2-х км от сёл Новомихайловское и Колос.
По селу протекает пересыхающий ручей с запрудами.
Через село проходит автомобильная дорога Н-15.

## История
Село Михайло-Лукашово основано в 1780 году. В 1923 году село стало центром Михайло-Лукашововского района. В 1924 году центр района был перенесён в село Софиевка (ныне город Вольнянск).

## Экономика
- ООО «Заря».
- ЗАОТ «Агротехсервис».

## Объекты социальной сферы
- Школа.
- Больница.

## Достопримечательности
- Братская могила советских воинов.